# Судиславський район
Судиславський район (рос. Судиславский район) — адміністративно-територіальна одиниця (район) та муніципальне утворення (муніципальний район) на південному заході Костромської області Росії.
Адміністративний центр — смт Судиславль.

## Історія
Район утворено у 1929 році у складі Костромського округу Івановської Промислової області. З 31 березня 1936 року у складі Ярославської області. З 13 серпня 1944 року – у складі Костромської області.

## Населення
| 2002    | 2008    | 2009    | 2010    | 2011    | 2012    | 2013    |
| ------- | ------- | ------- | ------- | ------- | ------- | ------- |
| 15 184  | ↘15 137 | ↘14 099 | ↘13 077 | ↘13 070 | ↘12 930 | ↘12 832 |
| 2014    | 2015    | 2016    | 2017    | 2018    | 2019    | 2020    |
| ↘12 634 | ↘12 461 | ↗12 504 | ↘12 458 | ↘12 451 | ↘12 324 | ↘12 139 |